# بات رايلي

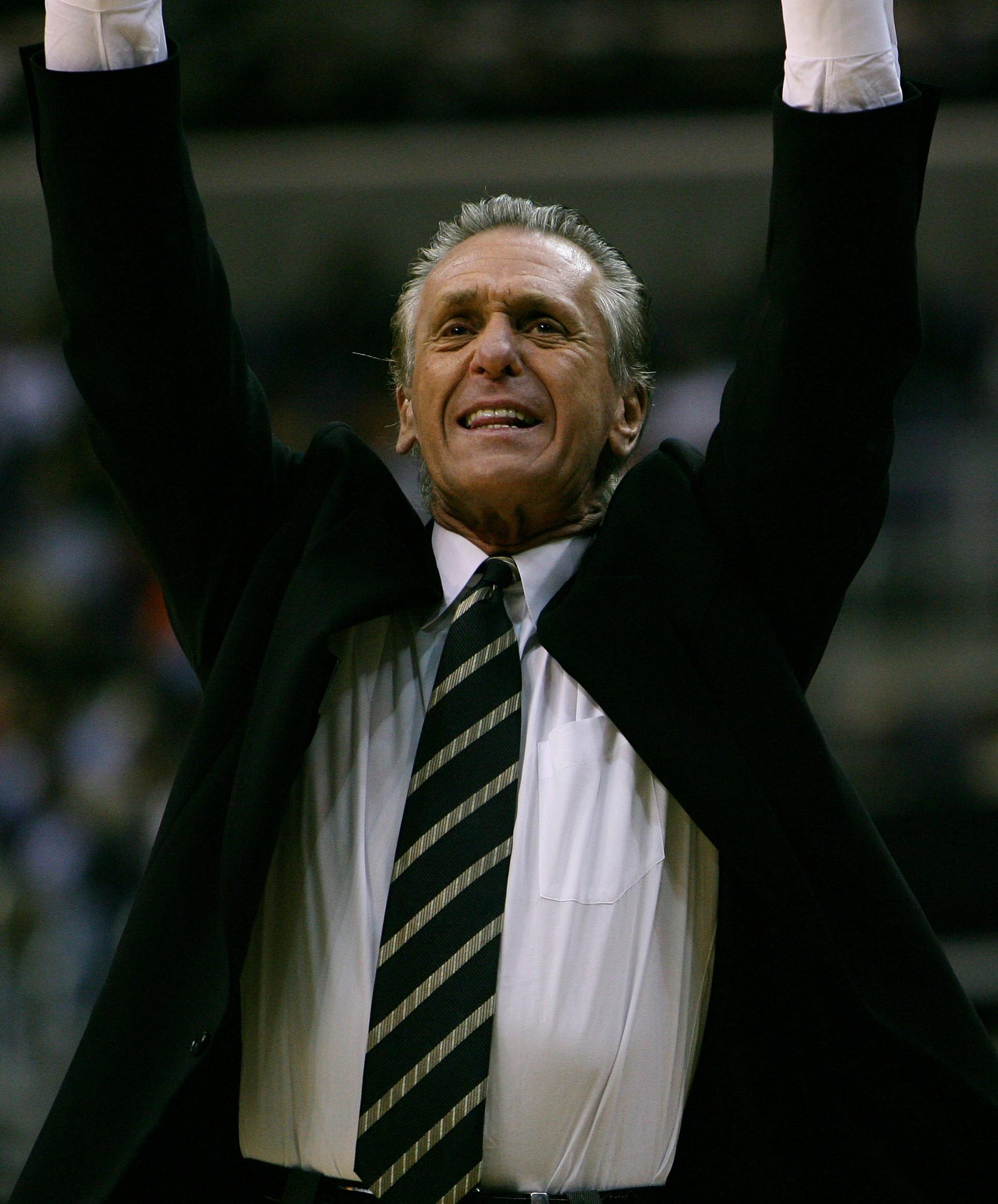
بات رايلي

باتريك جيمز «بات» رايلي (Pat Riley؛ ولد في 20 مارس 1945) هو مدرب كرة سلة ورئيس نادي ميامي هيت الذي يشارك في بطولة NBA. يعد من أكثر المدربين تحقيقاً للبطولات حيث فاز ببطولة NBA خمس مرات كمدرب رئيسي آخرها في عام 2006 مع ميامي هيت، ومرة أخرى كمدرب مساعد. قبل تدريبه لنادي ميامي هيت كان يدرب لوس أنجلس ليكرز ونيويورك نيكس. كما حصل كلاعب على بطولة NBA أيضاً مع فريق لوس أنجلس ليكرز في عام 1972، مما يعني أنه حصل على سبع بطولات في مسيرته ككل.
بدأ لعب كرة السلة مع فريق لوس أنجلس ليكرز كلاعب احتياطي في بداية العقد 1970 الذي ساعده للحصول على البطولة في 1972. وبعد توقف، عاد لكرة السلة في بداية العقد 1980 كمدرب مساعد للنادي. في عام 1982 أصبح المدرب الرئيسي للنادي واستطاع قيادة فريقه في ذلك العام لتحقيق البطولة بعد تغلبه على فيلادلفيا 67. في العام التالي تلاقيا الفريقان أيضاً في النهائي، إلا أنه لم يستطع الفوز كما فعل في السابق. في عام 1984 خسر رايلي أيضاً في النهائيات أمام نادي بوسطن سلتيكس، ولكن في العام التالي حقق ثاني إنجاز له كمدرب بعد تغلب ليكرز على سلتيكس في النهائيات. وحقق مؤخراً مع نادي ميامي هيت البطولة في عام 2006 بتغلبه على دالاس ميفريكس، وهي المرة الأولى التي تحقق فيها البطولة بالنسبة للنادي.

## وصلات خارجية
- بات رايلي على موقع IMDb (الإنجليزية)
- بات رايلي على موقع الموسوعة البريطانية (الإنجليزية)
- بات رايلي على موقع إن إن دي بي (الإنجليزية)
- بات رايلي على موقع قاعدة بيانات الفيلم (الإنجليزية)
- بات رايلي على موقع إن بي أي (الإنجليزية)
- بات رايلي على موقع سبورتس رفرنس (الإنجليزية)
- بات رايلي على موقع كلية كرة السلة في سبورتس رفرنس.كوم (الإنجليزية)
- بات رايلي على موقع ريلجم (الإنجليزية)
- بات رايلي على موقع بروبوليرز (الإنجليزية)
- بات رايلي على موقع سبورتس رفرنس (الإنجليزية)
- بات رايلي في موقع NBA.com